# I Gud min själ som svan på havet vilar
I Gud min själ som svan på havet vilar är en psalm med text skriven 1911 av Carl Boberg med musik ur Svenska Missionsförbundets sångbok (1920). Texten bearbetades 1986.

## Publicerad i
- Psalmer och Sånger 1987 som nr 627 under rubriken "Att leva av tro - Förtröstan - trygghet".[1]